# Pegomya crinisternita
Pegomya crinisternita este o specie de muște din genul Pegomya, familia Anthomyiidae, descrisă de Fan, Fan și Ma în anul 1988. Conform Catalogue of Life specia Pegomya crinisternita nu are subspecii cunoscute.